# Базюк Тетяна В'ячеславівна
Тетяна В'ячеславівна Базюк (нар. 18 жовтня 1984, Луцьк, УРСР) — українська та російська яхтсменка, що виступає в класі RS:X. Дворазова учасниця Олімпійських ігор (2008 і 2012 років). Станом на вересень 2013 року посідала 98-е місце в рейтингу ISAF. Виступає за ЦСКА, тренер — Р. М. Мацюсевич. Чемпіонка Росії 2007 року. Проживає в Сочі.

## Виступи
У 2008 році Тетяна виступала на Олімпіаді в Пекіні в класі RS:X й посіла 24-е місце зі 198 очками, поступившись мексиканці Деміте Вега, що посіла 23-е місце (190 очок). У 2012 році виступила на Олімпіаді в Лондоні, посівши 44-е місце на чемпіонаті світу в Кадісі й отримала олімпійську ліцензію. На Олімпіади 2016 року в класі RS: X з 208 очками посіла 25-е місце.